# Grateful Dead

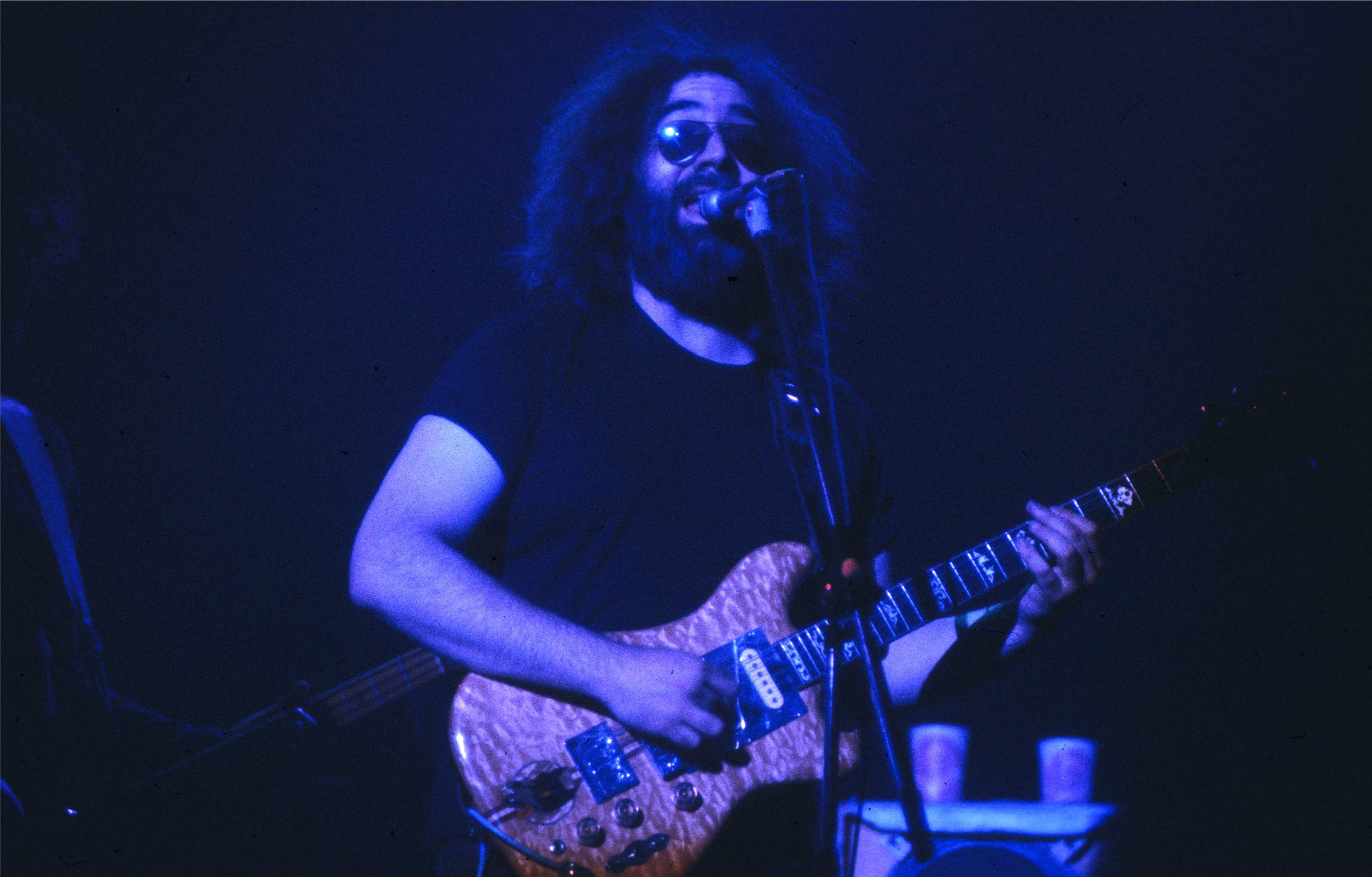
Jerry Garcia spelar med Grateful Dead.

†Grateful Dead var ett amerikanskt rockband bildat i Palo Alto, Kalifornien 1965. Bandet kännetecknades av sin eklektiska stil, vilken blandade rock, folk, country, psykedelisk musik, bluegrass, blues, reggae och jazz. "Deras musik,"
skrev Lenny Kaye, "rör vid mark som de flesta andra grupper inte ens vet existerar". Grateful Dead invaldes i Rock and Roll Hall of Fame år 1994.
Bandet var det största av San Francisco-banden under slutet av sextiotalet tillsammans med Jefferson Airplane. De var dock aldrig stora ekonomiskt sett, då de inte hade några nämnvärda singel- eller albumframgångar under denna tid, utan istället kom att göra sig ett namn genom sina livespelningar. Deras fans, av vilka några fanatiskt följde bandet från konsert till konsert, kallas Deadheads.

## Historia
Bandet växte fram ur askan av ett annat band Mother McCree's Uptown Jug Champions. "Mother McCree's" bildades i början av 1964 och var en helt akustisk enhet. De hämtade sitt låtmaterial från bland annat 1920-talets jugbandmusik men även från New Orleans Jazz, amerikansk folkmusik, country & western, rhythm & blues, blues och 50-tals-rock. Frontfigur i gruppen kan sägas vara sångaren Jerry Garcia som tillsammans med gitarristen Bob Weir och keyboardisten Ron McKernan (kallad "Pigpen") kom att ingå i Grateful Dead. Viktig var också Robert Hunter som skrev många av gruppens texter. Vid årsskiftet 1964/65 ombildades bandet till ett elektriskt band, inspirerade av framför allt The Beatles. Förutom redan nämnda medlemmar tillkom nu Bill Kreutzmann på trummor och Dana Morgan jr. på elbas. Nytt namn på gruppen blev The Warlocks. I juni 1965 byttes Dana Morgan jr. ut mot basisten Phil Lesh. Då Phil Lesh rotade runt bland skivorna i en skivbutik hittade han en skiva med en annan grupp som kallade sig "The Warlocks". Då gruppen ändå inte var nöjda med namnet bestämde man sig att byta namn. Innan man han besluta sig för ett namn gick man dock in i en studio under det provisoriska namnet The Emergency Crew. En dag satt Jerry och bläddrade i Britannica World Language Dictionary och fick syn på namnet The Grateful Dead. 
THE GRATEFUL DEAD (den tacksamme döde): Motivet för en samling folksagor som börjar med att hjälten stöter på en grupp människor som vägrar begrava kroppen av en man som inte betalat sina skulder. Hjälten ger folksamlingen sina sista slantar så de kan ge den döde en anständig begravning. Inom ett några timmar möter han sedan en följeslagare som på något sätt hjälper honom med en omöjlig uppgift eller räddar hans liv. Berättelsen slutar sedan med att följeslagaren avslöjar sig som den person vars kropp han sett till fått en anständig begravning. (fritt översatt från engelskan ur Funk & Wagnall's Dictionary).
Första spelningen under namnet Grateful Dead skedde på The San Jose Acid Test den 4 december 1965. De släppte sitt självbetitlade debutalbum våren 1967. I slutet av september 1967 lade gruppen till en andra trumslagare, Mickey Hart.
Gruppen associerades ofta till LSD och att se verkligheten från ett annat perspektiv, de var bland annat det mest uppskattade bandet under de små "LSD-festivalerna" som anordnades ungefär en gång varje månad i Golden Gate Park då LSD fortfarande var lagligt i USA. Gruppen hade mängder av undergroundhits kring decennieskiftet 1970. Det album som ofta omnämns som gruppens bästa är American Beauty från 1970 där också en av deras kändaste låtar, "Truckin' " finns med. Vid det laget var gruppens sound starkt inspirerat av country. McKernan slutade turnera med gruppen 1972 eftersom hans kraftiga drickande skadat hans hälsa för mycket och han avled nästa år av Primär biliär cirros. Bandet hade under en tid haft två keyboardister. Keith Godchaux, som delat rollen med Pigpen, blev nu ensam klaviaturspelare. Hans fru Donna Jean fungerade under samma period som bakgrundssångerska. Samma år började gruppen ge ut sina skivor på sitt eget skivmärke, Grateful Dead Records. 1980 dog Godchaux till följd av en bilkrasch. Han hade dock redan året innan lämnat bandet och ersatts av Brent Mydland. 1980-talet brukar med undantag av albumet In the Dark inte räknas som en av gruppens bästa perioder. De fortsatte som aktiv grupp fram till 1995 då Garcia avled, men de fyra medlemmarna turneradse med en grupp musiker under namnet The Other Ones 1998, 2000 och 2002 och som The Dead 200, 2004 och 2009. De uppträdde tillsammans som Grateful Dead 2015, i vad som annonserades som Grateful Deads sista konserter, kallade Fare Thee Well. Den var tänkt att bestå av tre konserter i Chicago, men publiktrycket gjorde att man utökade serien med två konserter i Santa Clara i Kalifornien. Det har varit ytterligare spelningar med en eller flera medlemmar i andra sidoprojekt soDead & Company, Phil Lesh och Rat Dog.

## Liveframträdanden
Grateful Dead genomförde över 2300 konserter mellan åren 1965–1995. Tusentals ljudinspelningar av konserterna som inte utgivits kommersiellt på någon av gruppens över 100 livealbum finns tillgängliga hos Internet Archive under sektionen The Grateful Dead Collection.

## Diskografi (urval)
Album
- 1967 – The Grateful Dead
- 1968 – Anthem of the Sun
- 1969 – Aoxomoxoa
- 1969 – Live/Dead (live)
- 1970 – Workingman's Dead
- 1970 – American Beauty

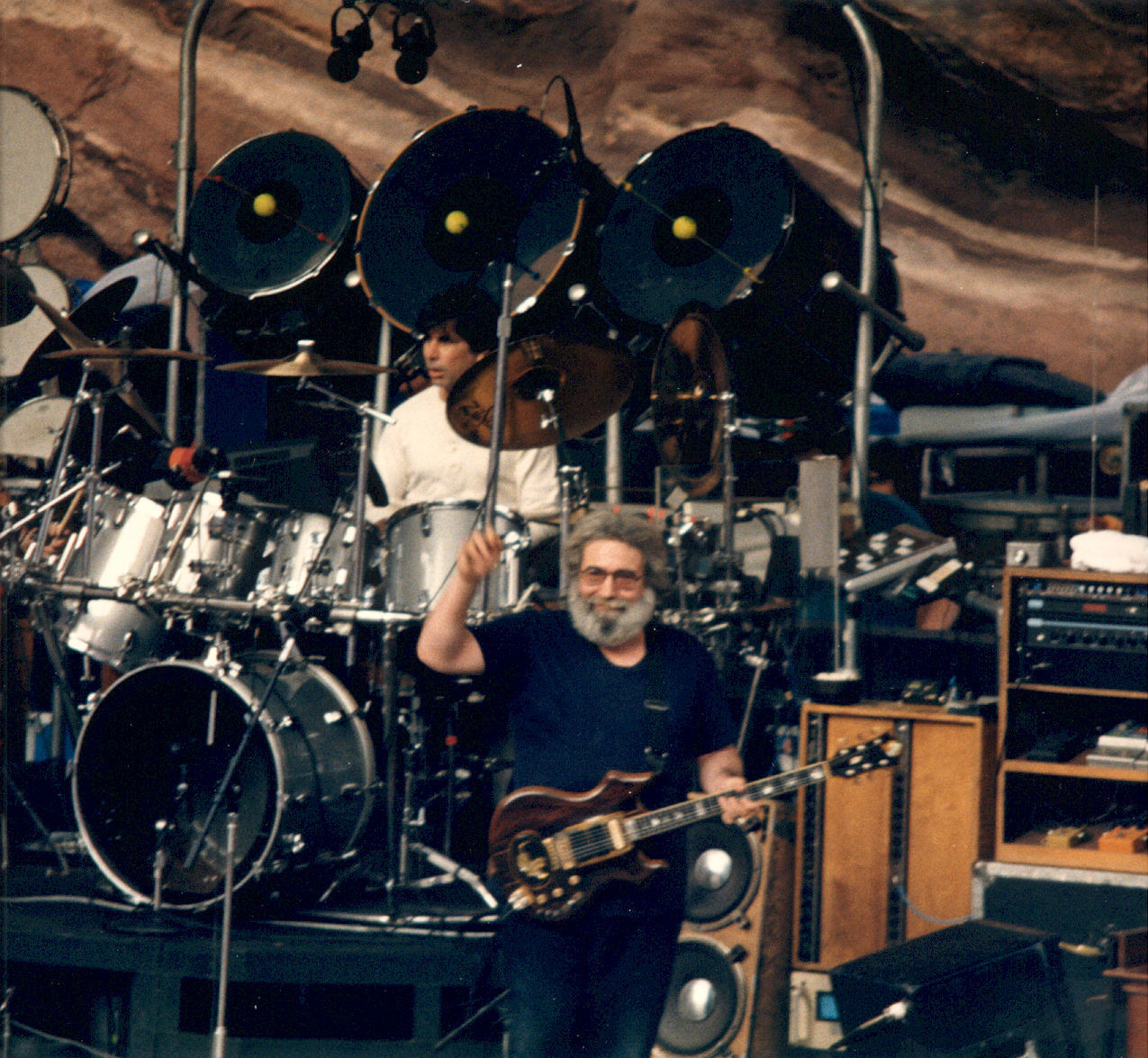
Mickey Hart och Jerry Garcia 1987.

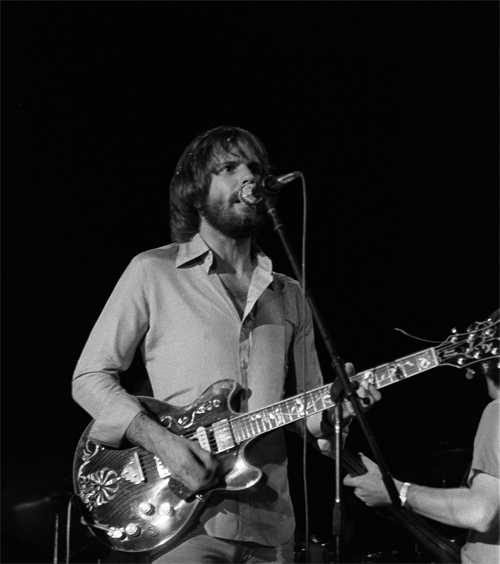
Bob Weir 1976.

- 1971 – Grateful Dead (live, albumet känt under titeln Skull & Roses)
- 1972 – Europe '72 (live)
- 1973 – History of the Grateful Dead, Vol. 1 (Bear's Choice) (live)
- 1973 – Wake of the Flood
- 1974 – Grateful Dead from the Mars Hotel
- 1975 – Blues for Allah
- 1976 – Steal Your Face (live)
- 1977 – Terrapin Station
- 1978 – Shakedown Street
- 1980 – Go to Heaven
- 1981 – Reckoning (live)
- 1981 – Dead Set (live)
- 1987 – In the Dark
- 1989 – Dylan & the Dead (live, med Bob Dylan)
- 1989 – Built to Last
- 1990 – Without a Net (live)
- 1991 – Infrared Roses

+ ett antal livealbum släppta efter Garcias död.